# Wołodymyr Weremiejew
Wołodymyr Hryhorowycz Weremiejew (ukr. Володимир Григорович Веремєєв, ros. Владимир Григорьевич Веремеев, Władimir Grigorjewicz Wieriemiejew; ur. 8 listopada 1948 w Spasku Dalnim, Kraj Nadmorski, Rosyjska FSRR) – ukraiński piłkarz pochodzenia rosyjskiego, grający na pozycji pomocnika lub napastnika, były reprezentant Związku Radzieckiego, trener piłkarski i działacz piłkarski.

## Kariera piłkarska

### Kariera klubowa
W dzieciństwie przeprowadził się wraz z rodziną do Kirowohradu na Ukrainie, gdzie rozpoczął treningi w miejscowej szkole sportowej. Karierę w dorosłym futbolu rozpoczął w zespole Zirki Kirowohrad. Od 1968 był zawodnikiem Dynama Kijów, gdzie spędził kilkanaście kolejnych sezonów i w 1982 zakończył karierę zawodniczą. Jako piłkarz Dynama zdobył 7 razy Mistrzostwo ZSRR (1968, 1971, 1974, 1975, 1977, 1980, 1981), 3 razy Puchar ZSRR (1974, 1978, 1982), zaś w 1975 sięgnął po Puchar Zdobywców Pucharów oraz Superpuchar Europy. W latach 1973–1979 26 razy wystąpił w reprezentacji Związku Radzieckiego, strzelił 2 bramki. Zdobył brązowy medal Igrzysk Olimpijskich w Montrealu w 1976.

## Kariera trenerska
Po zakończeniu występów piłkarskich pozostał związany z kijowskim Dynamem. W latach 1985–1991 pełnił tam funkcję kierownika drużyny. W pierwszej połowie lat dziewięćdziesiątych pracował z reprezentacjami Zjednoczonych Emiratów Arabskich oraz Kuwejtu z przerwą w 1993, kiedy pełnił funkcję wiceprezesa Dynama Kijów. Od 1997 jest trenerem-konsultantem w reprezentacji Ukrainy.

## Sukcesy i odznaczenia

### Sukcesy klubowe
- mistrz ZSRR: 1968, 1971, 1974, 1975, 1977, 1980, 1981
- zdobywca Pucharu ZSRR: 1974, 1978, 1982
- zdobywca Pucharu Zdobywców Pucharów: 1975
- zdobywca Superpucharu UEFA: 1975

### Sukcesy reprezentacyjne
- brązowy medalista Igrzysk Olimpijskich: 1976

### Sukcesy indywidualne
- 10-krotnie wybrany do listy 33 najlepszych piłkarzy ZSRR:

Nr 1: 1974, 1975, 1976, 1977
Nr 2: 1980, 1981
Nr 3: 1971, 1972, 1973, 1979
- drugi piłkarz ZSRR: 1974, 1975

### Odznaczenia
- tytuł Mistrza Sportu ZSRR: 1970
- tytuł Mistrza Sportu Klasy Międzynarodowej: 1975
- tytuł Zasłużonego Mistrza Sportu ZSRR: 1975
- tytuł Zasłużonego Trenera Ukraińskiej SRR: 1986
- Order "Za zasługi" III klasy: 2004[1].
- Order "Za zasługi" II klasy: 2006[2].
- Order "Za zasługi" I klasy: 2015
- Order Księcia Jarosława Mądrego V klasy: 2020